# Zombieland: Double Tap
Zombieland: Double Tap és una pel·lícula estatunidenca de comèdia i zombies del 2019, dirigida per Ruben Fleischer i escrita per Rhett Reese, Paul Wernick, i David Callaham. Una seqüela de Benvinguts a Zombieland (2009), protagonitzada per Woody Harrelson, Jesse Eisenberg, Abigail Breslin, i Emma Stone reprenent els seus papers del primer film, juntament amb nous membres del repartiment com Rosario Dawson, Zoey Deutch, i Luke Wilson. S'ha subtitulat al català.
Zombieland: Double Tap va ser estrenada als Estats Units el 18 d'octubre de 2019, de la mà de Sony Pictures Releasing sota la seua marca paraigües Columbia Pictures. Va rebre crítiques de tot tipus dels crítics i va recaptar 87 milions de dòlars a nivell mundial.

## Repartiment
- Woody Harrelson com a Tallahassee
- Jesse Eisenberg com a Columbus
- Emma Stone com a Wichita
- Abigail Breslin com a Little Rock
- Rosario Dawson com a Nevada
- Zoey Deutch com a Madison
- Avan Jogia com a Berkeley
- Luke Wilson com a Albuquerque
- Thomas Middleditch com a Flagstaff

A més a més, Bill Murray reprén el seu paper de si mateix com una versió ficcionada d'ell mateix. Els periodistes Al Roker, Grace Randolph, Josh Horowitz i Lili Estefan fan un cameo.